# Phosphore rouge

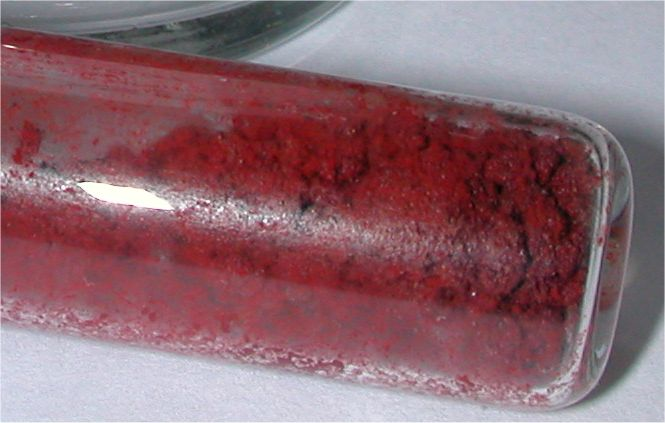
Échantillon de phosphore rouge

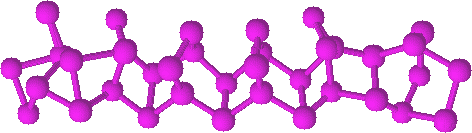
Structure du phosphore rouge.

Le phosphore rouge est un allotrope amorphe du phosphore. Non toxique et beaucoup moins inflammable que le phosphore blanc, il a permis, par exemple, l'invention des allumettes de sûreté.
Il peut être, entre autres, obtenu en chauffant doucement vers 250 °C du phosphore blanc, qui est l'allotrope du phosphore thermodynamiquement stable aux conditions standards de température et de pression (1 bar et 25 °C).